# Alexei Grigorjewitsch Orlow

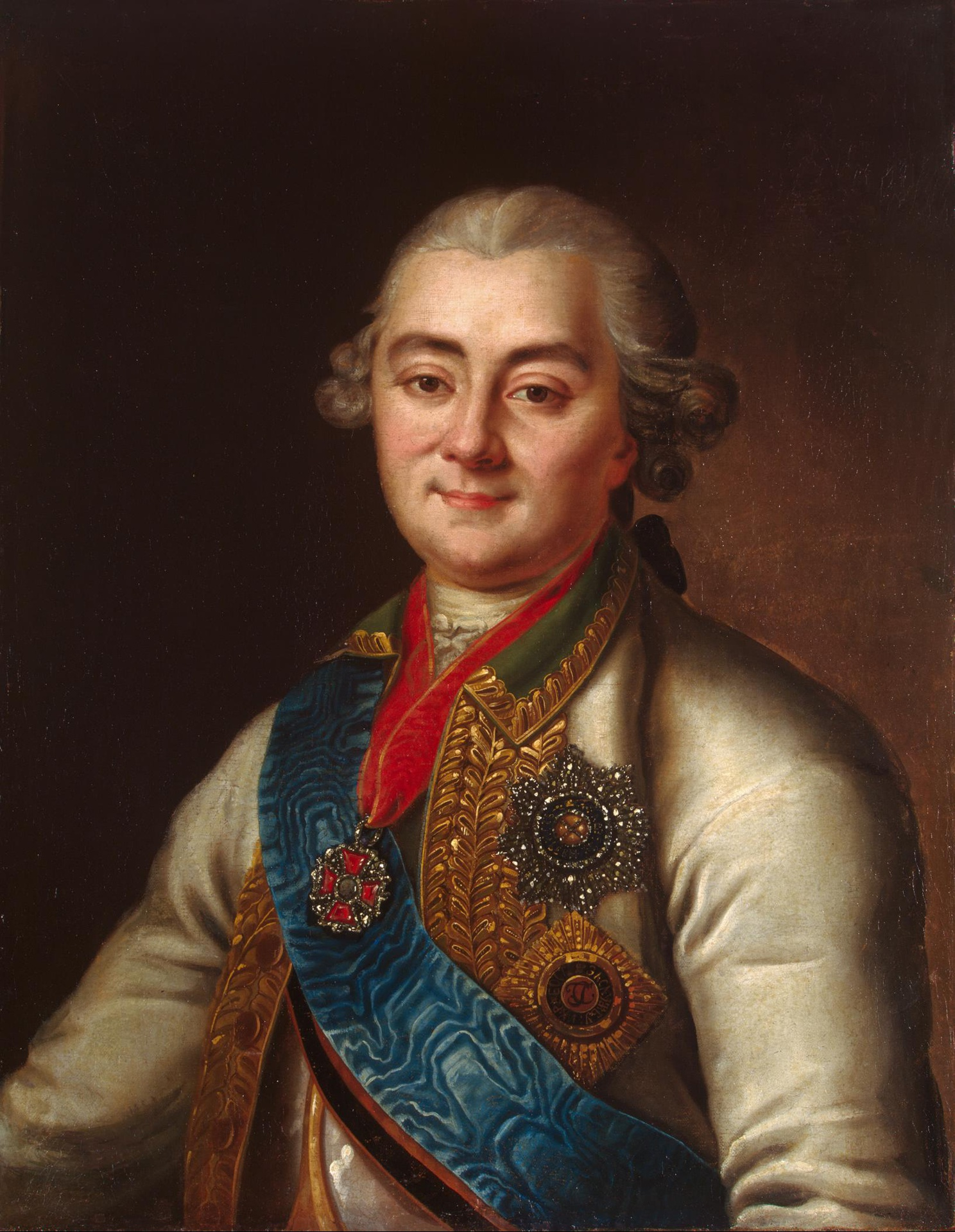
Alexei Orlow

Alexei Grigorjewitsch Orlow, seit 1770 Alexei Grigorjewitsch Orlow-Tschesmenski, (russisch Алексей Григорьевич Орлов; * 24. Septemberjul. / 5. Oktober 1737greg. in Ljublino, Gouvernement Twer; † 24. Dezember 1807jul. / 5. Januar 1808greg. in Moskau) war ein russischer Offizier.

## Leben
Alexei Orlow entstammte dem Adelsgeschlecht Orlow und war der Bruder von Grigori Grigorjewitsch Orlow.
Ausgezeichnet durch gewaltige Gestalt und riesige Kraft, spielte er bei der Thronrevolution von 1762 von allen seinen Brüdern die kühnste Rolle. Er holte Katharina II. aus Peterhof ab, rief dieselbe zur Kaiserin aus und erdrosselte angeblich den entthronten Peter III. in Ropscha, wofür er zum Generalleutnant, 1764 auch zum Kammerherrn und Präsidenten der Tutelkanzlei ernannt worden sein soll. Mittlerweile gibt es Zweifel an dieser Darstellung.
1768 wurde Orlow zum Admiral der ganzen russischen Flotte im griechischen Archipel ernannt und befehligte 1769 eine Flotte von 14 Kriegsschiffen zu Beginn der Orlow-Revolte gegen das Osmanische Reich. Sein glänzender Sieg in der Seeschlacht von Çeşme Anfang Juli 1770 erwarb ihm den Beinamen Tschesmenskoi. Nach beendetem Krieg rückte er zum Oberbefehlshaber auf und erhielt bedeutende Schenkungen. 1775 sollte er auf Befehl Katharinas II. Jelisaweta Alexejewna Tarakanowa nach Russland entführen, da diese sich in Westeuropa als russische Thronprätendentin aufspielte. Orlow führte seinen Auftrag erfolgreich aus, und Tarakanowa starb noch im gleichen Jahr in einem Kerker der Peter-und-Paul-Festung. Zar Paul I. nahm an Orlow und Barjatinski, dem einzigen noch lebenden Mordgenossen, dadurch Rache, dass sie bei der feierlichen Abholung der Leiche Peters III. aus dem Alexander-Newski-Kloster das Bahrtuch tragen mussten und hierauf den Befehl erhielten, sich auf Reisen zu begeben.
Als Züchter von Pferden wurde er berühmt, so dass die Rasse der Orlow-Traber nach ihm benannt wurde. Außerdem machte er eine Hühnerrasse populär, die als Orloff-Huhn ebenfalls nach ihm benannt wurde. Orlow wurde z. T. auch „das Narbengesicht“ genannt. Orlow ging nach Deutschland und kehrte erst nach Pauls Tod nach Moskau zurück, wo er am 5. Januar 1808 starb.

## Alexej Grigorjewitsch Orlow-Tscheschmenski in der Literatur
In Iwan Turgenjews Novellensammlung "Aufzeichnungen eines Jägers" zeichnet der Freibauer Owsjannikow ein anekdotenreiches Bild des Magnaten zu dessen Petersburger Zeit um 1800.